# Ruth Weiss
Ruth Weiss (24. června 1928 Berlín – 31. července 2020 Albion) byla americká básnířka. Své jméno zapisovala malými písmeny (ruth weiss).
Narodila se do rakouské židovské rodiny v Berlíně. Od roku 1933 žila ve Vidni a v roce 1939 se rodina usadila ve Spojených státech. Po dokončení střední školy v Chicagu studovala ve švýcarském Neuchâtelu. Svou první sbírku Steps vydala v roce 1958. Následovaly dvě desítky dalších knih. V roce 1961 natočila film The Brink. Na přelomu padesátých a šedesátých let byl jejím manželem pozdější zenový mnich Mel Weitsman.
V roce 1998 vystoupila na festivalu věnovaném Beat generation v Praze. U té příležitosti vyšla dvojjazyčná (česky a anglicky) kniha Nový pohled na věc / A New View of Matter obsahující básně z let 1958 až 1998. Jde o první knihu Ruth Weiss vydanou v Evropě. V roce 2020 o ní byl natočen celovečerní dokumentární film Ruth Weiss: The Beat Goddess.
Zemřela v roce 2020 ve věku 92 let v okresu Mendocino County v Kalifornii, kde dlouhodobě žila.